# قطعنامه ۳۵۵ شورای امنیت
قطعنامه ۳۵۵ شورای امنیت سازمان ملل متحد که در تاریخ ۰۱ اوت ۱۹۷۴ تصویب شد، سندی بین‌المللی دربارهٔ قبرس است. این قطعنامه طی نشست ۱٬۷۸۹ام با ۱۳ موافق، ۰ مخالف و ۲ ممتنع تصویب شد.